# Tiina Lillak
Ilse Kristiina „Tiina” Lillak (ur. 15 kwietnia 1961 w Helsinkach) – fińska lekkoatletka specjalizująca się w rzucie oszczepem, trzykrotna olimpijka (1980, 1984, 1988).
Mistrzyni świata z 1983 i wicemistrzyni olimpijska z 1984. Dwukrotna rekordzistka świata w rzucie oszczepem: 72,40 m (29 lipca 1982, Helsinki) i 74,76 m (13 czerwca 1983, Tampere). Karierę zakończyła w 1992. Obecnie pracuje jako masażystka.